# Goodbye Yellow Brick Road (chanson)
Pour les articles homonymes, voir Goodbye Yellow Brick Road.
Singles de Elton John
Saturday Night's Alright for Fighting
(1973) Step into Christmas
(1973)
Goodbye Yellow Brick Road est une chanson du musicien britannique Elton John, sortie en single en 1973. Les paroles sont de Bernie Taupin et la musique d'Elton John pour son album Goodbye Yellow Brick Road. 
Son style musical et sa production sont fortement influencés par le soft rock des années 1970. La chanson a été encensée par la critique, et quelques-uns affirment que c'est la meilleure chanson d'Elton John.
La chanson est enregistrée en 1973, c'est le deuxième titre de l'album, et elle atteint le classement des dix meilleures chansons au Royaume-Uni et aux États-Unis. C'est l'un des plus grands succès d'Elton John.
Le titre renvoie au Magicien d'Oz et à sa route de brique jaune. 

## Accueil critique
Goodbye yellow brick road a reçu en général un accueil positif de la part des critiques musicaux. Pour Allmusic, la musique est un « triomphe vocal » et « le pinacle de son style ». Janis Schacht de Circus décrit la chanson comme « belle et délicate ».
En 2010, la revue Rolling Stone la place à la 390e place dans la liste des 500 plus grandes chansons de tous les temps.

## Face B
La chanson de face B s'intitule Screw you, mais elle est sortie aux États-Unis sous le titre de Young Man's Blues pour ne pas offenser les acheteurs américains.

## Postérité
Le groupe Keane (avec Faultline) l'a interprété dans l'album Help!: A Day in the Life. Il en existe aussi une version par Dream Theater, mais elle n'est pas sortie officiellement.
La chanson est mentionnée dans le roman Chantier de Stephen King, et c'était une des chansons préférées d'Elliott Smith.
En 2013, la chanson apparait dans le film American Bluff de David O. Russell.
Ben & Jerry's ont créé un parfum de glace nommé « Goodbye Yellow Brick Road » en hommage à la performance d'Elton John dans le Vermont. 
La chanson apparaît à la fin de l’épisode 8 de la saison 3 de la série The Boys.
Them Crooked Vultures interprètent ce titre lors du concert hommage à Taylor Hawkins au Wembley Stadium le 3 septembre 2022.
En 2022, la chanson est utilisée dans la bande-annonce du film Ant-Man et la Guêpe : Quantumania, sous une forme remixée.